# White Miles
White Miles war ein österreichisches Rock-Duo, das 2011 gegründet wurde und sich 2017 auflöste. Medina Rekic und Hansjörg Loferer bezeichneten ihren Musikstil als „dirty pole dancer stoner blues rock“. Er oszillierte zwischen Bluesrock und Stoner Rock. 

## Geschichte
Die Band stammte aus Tirol. Rekic und Loferer trafen sich 2005 und beschlossen im November 2011, künftig gemeinsam aufzutreten. Als Gründungsort ihres Duos gaben sie Antananarivo in Madagaskar an. Nach vier Live-Videos gaben sie ihre bisherigen Berufe auf und widmeten sich ausschließlich der Musik. 2013 traten sie in der Fernsehsendung Mulatschag des Fernsehsenders Okto auf. Seit 2014 waren sie europaweit auf Tournee. Häufig waren sie als Vorband tätig, beispielsweise für die Truckfighters, im Mai 2014 für die UK-Tour von Courtney Love und im Oktober/November 2015 für die Eagles of Death Metal. White Miles traten auch mit der Münchner Band Colour Haze und österreichischen Formationen auf.
Das Debütalbum job: genius, diagnose: madness erschien 2014 als CD und auf Vinyl.
Am 13. November 2015 waren sie als Vorband der Eagles of Death Metal im Pariser Bataclan-Theater verpflichtet. An dem Abend kam es zu einem islamistischen Terroranschlag. Hierbei wurden mindestens 89 Konzertbesucher erschossen, zahlreiche weitere wurden verletzt. Die Band hatte bereits vor dem Anschlag das Bataclan-Theater durch den Hinterausgang verlassen. Ein Freund der Band wurde jedoch verletzt und ein Crew-Mitglied erschossen. Als Reaktion auf den Anschlag sagte die österreichische Band geplante Konzerte im Ausland ab.
Am 19. April 2017 gab die Band überraschend ihre Auflösung bekannt. Als Grund nannte Hansjörg „Lofi“ Loferer den unerwarteten Ausstieg von Gitarristin und Sängerin Medina Rekic, die sich neuen Projekten widmen wolle.

## Diskografie

### Alben
- 2014: job: genius, diagnose: madness (LLRR)
- 2016: The Duel (Long Branch Records)

### Videos
- 2014: Fake Smile[8]
- 2014: Crazy Horse[9]